# Piotr Gierowski
Piotr Gierowski (ur. 1978 w Krakowie) – polski slawista-bohemista, literaturoznawca. Wnuk Józefa Andrzeja Gierowskiego. Ukończył studia w zakresie filologii czeskiej na Uniwersytecie Jagiellońskim w Krakowie. W 2009 roku obronił doktorat. Pracuje jako adiunkt w Instytucie Filologii Słowiańskiej UJ. Jest autorem wielu prac z historii literatury czeskiej i dziejów literaturoznawstwa, w szczególności praskiego strukturalizmu. Wydał monografię Struktury historii: o czeskim projekcie dziejów literatury na tle recepcji praskiego strukturalizmu w Polsce (2013). Jest współautorem (obok Jacka Balucha) Czesko-polskiego słownika terminów literackich.